# 道の駅一覧 近畿地方
道の駅一覧 近畿地方（みちのえきいちらん きんきちほう）は、国土交通省近畿地方整備局管内（福井県、滋賀県、京都府、大阪府、兵庫県、奈良県、和歌山県）に設置された道の駅の一覧である。三重県は中部地方を参照。

## 福井県
| 駅名 （ふりがな）                                         | 所在地           | 設置路線名               | No.     | 備考                                    |
| --------------------------------------------------------- | ---------------- | ------------------------ | ------- | --------------------------------------- |
| 河野 （こうの）                                           | 南条郡南越前町   | 国道8号                  | 福井-01 |                                         |
| 九頭竜 （くずりゅう）                                     | 大野市           | 国道158号                | 福井-02 | JR越美北線（九頭竜線） 九頭竜湖駅に隣接 |
| パークイン丹生ヶ丘 （パークインにゅうがおか）             | 丹生郡越前町     | 国道417号                | 福井-03 |                                         |
| 名田庄 （なたしょう）                                     | 大飯郡おおい町   | 国道162号                | 福井-04 |                                         |
| みくに                                                    | 坂井市           | 国道305号                | 福井-05 |                                         |
| 若狭熊川宿 （わかさくまがわじゅく）                       | 三方上中郡若狭町 | 国道303号                | 福井-06 |                                         |
| さかい                                                    | 坂井市           | 県道29号 福井金津線      | 福井-07 |                                         |
| シーサイド高浜 （シーサイドたかはま）                     | 大飯郡高浜町     | 国道27号                 | 福井-08 |                                         |
| 若狭おばま （わかさおばま）                               | 小浜市           | 県道24号 小浜上中線      | 福井-09 |                                         |
| うみんぴあ大飯 （うみんぴあおおい）                       | 大飯郡おおい町   | 国道27号                 | 福井-10 | 海の駅・みなとオアシス                  |
| 西山公園 （にしやまこうえん）                             | 鯖江市           | 国道417号                | 福井-11 | 西山公園に併設                          |
| 越前 （えちぜん）                                         | 丹生郡越前町     | 国道305号                | 福井-12 |                                         |
| 三方五湖 （みかたごこ）                                   | 三方上中郡若狭町 | 国道162号                | 福井-13 |                                         |
| 一乗谷あさくら水の駅 （いちじょうだにあさくらみずのえき） | 福井市           | 県道31号 篠尾勝山線      | 福井-14 |                                         |
| 禅の里 （ぜんのさと）                                     | 吉田郡永平寺町   | 国道416号                | 福井-15 |                                         |
| 恐竜渓谷かつやま （きょうりゅうけいこくかつやま）         | 勝山市           | 県道17号 勝山丸岡線      | 福井-16 |                                         |
| 越前おおの荒島の郷 （えちぜんおおのあらしまのさと）       | 大野市           | 国道158号                | 福井-17 | 中部縦貫自動車道 荒島ICに隣接           |
| 南えちぜん山海里 （みなみえちぜんさんかいり）             | 南条郡南越前町   | 県道202号 中小屋武生線   | 福井-18 | 北陸自動車道 南条SA（上り）に隣接       |
| 越前たけふ （えちぜんたけふ）                             | 越前市           | 県道269号 越前たけふ駅線 | 福井-19 | JR北陸新幹線 越前たけふ駅前             |
| 蓮如の里あわら （れんにょのさとあわら）                   | あわら市         | 国道305号                | 福井-20 |                                         |
| 若狭美浜はまびより （わかさみはまはまびより）             | 三方郡美浜町     | 国道27号                 | 福井-21 | JR小浜線 美浜駅前                       |

## 滋賀県
| 駅名 （ふりがな）                                                                           | 所在地       | 設置路線名               | No.     | 備考                 |
| ------------------------------------------------------------------------------------------- | ------------ | ------------------------ | ------- | -------------------- |
| あいの土山 （あいのつちやま）                                                               | 甲賀市       | 国道1号                  | 滋賀-01 |                      |
| くつき新本陣 （くつきしんほんじん）                                                         | 高島市       | 国道367号                | 滋賀-02 |                      |
| しんあさひ風車村 （しんあさひふうしゃむら）                                                 | 高島市       | 県道333号 安曇川今津線   | 滋賀-03 |                      |
| 東近江市あいとうマーガレットステーション （ひがしおうみしあいとうマーガレットステーション） | 東近江市     | 国道307号                | 滋賀-04 |                      |
| びわ湖大橋米プラザ （びわこおおはしこめプラザ）                                             | 大津市       | 国道477号                | 滋賀-05 |                      |
| 近江母の郷 （おうみははのさと）                                                             | 米原市       | 県道2号 大津能登川長浜線 | 滋賀-06 |                      |
| こんぜの里りっとう （こんぜのさとりっとう）                                                 | 栗東市       | 県道12号 栗東信楽線      | 滋賀-07 |                      |
| 湖北みずどりステーション （こほくみずどりステーション）                                     | 長浜市       | 県道331号 湖北長浜線     | 滋賀-08 |                      |
| 草津 （くさつ）                                                                             | 草津市       | 県道559号 近江八幡大津線 | 滋賀-09 |                      |
| 竜王かがみの里 （りゅうおうかがみのさと）                                                   | 蒲生郡竜王町 | 国道8号                  | 滋賀-10 |                      |
| アグリの郷栗東 （アグリのさとりっとう）                                                     | 栗東市       | 県道145号 片岡栗東線     | 滋賀-11 |                      |
| マキノ追坂峠 （マキノおっさかとうげ）                                                       | 高島市       | 国道161号                | 滋賀-12 |                      |
| 藤樹の里あどがわ （とうじゅのさとあどがわ）                                                 | 高島市       | 国道161号                | 滋賀-13 |                      |
| 伊吹の里 （いぶきのさと）                                                                   | 米原市       | 県道40号 山東本巣線      | 滋賀-14 |                      |
| 塩津海道あぢかまの里 （しおつかいどうあぢかまのさと）                                       | 長浜市       | 国道8号                  | 滋賀-15 |                      |
| せせらぎの里こうら （せせらぎのさとこうら）                                                 | 犬上郡甲良町 | 国道307号                | 滋賀-16 |                      |
| 妹子の郷 （いもこのさと）                                                                   | 大津市       | 国道161号湖西道路        | 滋賀-17 | 湖西道路和迩ICに併設 |
| 奥永源寺 渓流の里 （おくえいげんじけいりゅうのさと）                                        | 東近江市     | 国道421号                | 滋賀-18 |                      |
| アグリパーク竜王 （アグリパークりゅうおう）                                                 | 蒲生郡竜王町 | 国道477号                | 滋賀-19 |                      |
| 浅井三姉妹の郷 （あざいさんしまいのさと）                                                   | 長浜市       | 国道365号                | 滋賀-20 |                      |

## 京都府
| 駅名 （ふりがな）                                                  | 所在地         | 設置路線名                   | No.     | 備考                                                   |
| ------------------------------------------------------------------ | -------------- | ---------------------------- | ------- | ------------------------------------------------------ |
| 舟屋の里 伊根 （ふなやのさといね）                                 | 与謝郡伊根町   | 国道178号 府道622号 伊根港線 | 京都-01 |                                                        |
| シルクのまち かや                                                  | 与謝郡与謝野町 | 国道176号                    | 京都-02 |                                                        |
| てんきてんき丹後 （てんきてんきたんご）                            | 京丹後市       | 国道178号                    | 京都-03 |                                                        |
| 和 （なごみ）                                                      | 船井郡京丹波町 | 国道27号                     | 京都-04 |                                                        |
| ガレリアかめおか                                                   | 亀岡市         | 国道9号                      | 京都-05 |                                                        |
| 丹波マーケス （たんばマーケス）                                    | 船井郡京丹波町 | 国道9号                      | 京都-06 |                                                        |
| 瑞穂の里・さらびき （みずほのさとさらびき）                        | 船井郡京丹波町 | 国道173号                    | 京都-07 |                                                        |
| 農匠の郷やくの （のうしょうのさとやくの）                          | 福知山市       | 国道9号 市道 中央線          | 京都-08 |                                                        |
| 舞鶴港とれとれセンター （まいづるこうとれとれセンター）            | 舞鶴市         | 国道175号                    | 京都-09 |                                                        |
| 京都新光悦村 （きょうとしんこうえつむら）                          | 南丹市         | 府道19号 園部平屋線          | 京都-10 |                                                        |
| 丹後王国「食のみやこ」 （たんごおうこくしょくのみやこ）            | 京丹後市       | 府道53号 網野岩滝線          | 京都-11 | 旧駅名「丹後あじわいの郷」 （たんごあじわいのさと）    |
| 美山ふれあい広場 （みやまふれあいひろば）                          | 南丹市         | 国道162号                    | 京都-12 |                                                        |
| ウッディー京北 （ウッディーけいほく）                              | 京都市右京区   | 国道162号 国道477号          | 京都-13 |                                                        |
| くみはまSANKAIKAN （くみはまさんかいかん）                         | 京丹後市       | 国道178号                    | 京都-14 |                                                        |
| スプリングスひよし                                                 | 南丹市         | 府道19号 園部平屋線          | 京都-15 |                                                        |
| 京丹波 味夢の里 （きょうたんばあじむのさと）                       | 船井郡京丹波町 | 国道478号京都縦貫自動車道    | 京都-16 | 京都縦貫自動車道京丹波PAに併設 府道444号からも利用可能 |
| 海の京都 宮津 （うみのきょうとみやづ）                             | 宮津市         | 国道176号                    | 京都-17 |                                                        |
| お茶の京都 みなみやましろ村 （おちゃのきょうとみなみやましろむら） | 相楽郡南山城村 | 国道163号                    | 京都-18 | 重点「道の駅」                                         |

## 大阪府
| 駅名 （ふりがな）                               | 所在地             | 設置路線名                  | No.     | 備考 |
| ----------------------------------------------- | ------------------ | --------------------------- | ------- | ---- |
| ちはやあかさか                                  | 南河内郡千早赤阪村 | 国道309号 村道 水分延命寺線 | 大阪-01 |      |
| 近つ飛鳥の里・太子 （ちかつあすかのさとたいし） | 南河内郡太子町     | 国道166号                   | 大阪-02 |      |
| 能勢（くりの郷） （のせくりのさと）             | 豊能郡能勢町       | 国道173号                   | 大阪-03 |      |
| かなん                                          | 南河内郡河南町     | 国道309号                   | 大阪-04 |      |
| しらとりの郷・羽曳野 （しらとりのさとはびきの） | 羽曳野市           | 府道32号 美原太子線         | 大阪-05 |      |
| いずみ山愛の里 （いずみやまあいのさと）         | 和泉市             | 国道170号                   | 大阪-06 |      |
| とっとパーク小島 （とっとパークこしま）         | 泉南郡岬町         | 府道65号 岬加太港線         | 大阪-07 |      |
| 愛彩ランド （あいさいランド）                   | 岸和田市           | 国道170号                   | 大阪-08 |      |
| みさき                                          | 泉南郡岬町         | 国道26号                    | 大阪-09 |      |
| 奥河内くろまろの郷 （おくかわちくろまろのさと） | 河内長野市         | 国道170号 市道 宮ノ下線     | 大阪-10 |      |

## 兵庫県
| 駅名 （ふりがな）                                                          | 所在地         | 設置路線名              | No.     | 備考                                             |
| -------------------------------------------------------------------------- | -------------- | ----------------------- | ------- | ------------------------------------------------ |
| はが                                                                       | 宍粟市         | 国道29号                | 兵庫-01 |                                                  |
| あさご                                                                     | 朝来市         | 国道312号               | 兵庫-02 |                                                  |
| ちくさ                                                                     | 宍粟市         | 県道72号 若桜下三河線   | 兵庫-03 |                                                  |
| 神鍋高原 （かんなべこうげん）                                              | 豊岡市         | 国道482号               | 兵庫-04 |                                                  |
| 村岡ファームガーデン （むらおかファームガーデン）                          | 美方郡香美町   | 国道9号                 | 兵庫-05 |                                                  |
| やぶ                                                                       | 養父市         | 県道104号 物部藪崎線    | 兵庫-06 |                                                  |
| 但馬楽座 （たじまらくざ）                                                  | 養父市         | 国道9号                 | 兵庫-07 |                                                  |
| みなみ波賀 （みなみはが）                                                  | 宍粟市         | 国道29号                | 兵庫-08 |                                                  |
| しんぐう                                                                   | たつの市       | 国道179号               | 兵庫-09 |                                                  |
| 杉原紙の里・多可 （すぎはらがみのさとたか）                                | 多可郡多可町   | 国道427号               | 兵庫-10 |                                                  |
| あおがき                                                                   | 丹波市         | 県道7号 青垣柏原線      | 兵庫-11 |                                                  |
| ハチ北 （ハチきた）                                                        | 美方郡香美町   | 国道9号                 | 兵庫-12 |                                                  |
| あわじ                                                                     | 淡路市         | 県道31号 福良江井岩屋線 | 兵庫-13 |                                                  |
| みき                                                                       | 三木市         | 国道175号               | 兵庫-14 |                                                  |
| うずしお                                                                   | 南あわじ市     | 県道237号 鳴門観潮線    | 兵庫-15 |                                                  |
| 播磨いちのみや （はりまいちのみや）                                        | 宍粟市         | 国道29号                | 兵庫-16 |                                                  |
| フレッシュあさご                                                           | 朝来市         | 国道312号播但連絡道路   | 兵庫-17 | 播但連絡道路朝来SAに併設 国道312号からの利用可能 |
| 宿場町ひらふく （しゅくばまちひらふく）                                    | 佐用郡佐用町   | 国道373号               | 兵庫-18 |                                                  |
| あゆの里矢田川 （あゆのさとやたがわ）                                      | 美方郡香美町   | 県道4号 香住村岡線      | 兵庫-19 |                                                  |
| とうじょう                                                                 | 加東市         | 県道313号 平木南山線    | 兵庫-20 |                                                  |
| いながわ                                                                   | 川辺郡猪名川町 | 県道12号 川西篠山線     | 兵庫-21 |                                                  |
| 東浦ターミナルパーク （ひがしうらターミナルパーク）                        | 淡路市         | 国道28号                | 兵庫-22 |                                                  |
| 北はりまエコミュージアム （きたはりまエコミュージアム）                    | 西脇市         | 国道175号               | 兵庫-23 |                                                  |
| あいおい白龍城 （あいおいペーロンじょう）                                  | 相生市         | 国道250号               | 兵庫-24 | 海の駅・みなとオアシス                           |
| 淡河 （おうご）                                                            | 神戸市北区     | 県道38号 三木三田線     | 兵庫-25 |                                                  |
| 丹波おばあちゃんの里 （たんばおばあちゃんのさと）                          | 丹波市         | 国道175号               | 兵庫-26 | 舞鶴若狭自動車道春日ICに隣接                     |
| 但馬のまほろば （たじまのまほろば）                                        | 朝来市         | 国道483号               | 兵庫-27 | 北近畿豊岡自動車道山東PAに併設                   |
| ようか但馬蔵 （ようかたじまのくら）                                        | 養父市         | 国道9号                 | 兵庫-28 |                                                  |
| みつ                                                                       | たつの市       | 国道250号               | 兵庫-29 |                                                  |
| あまるべ                                                                   | 美方郡香美町   | 国道178号               | 兵庫-30 |                                                  |
| 福良 （ふくら）                                                            | 南あわじ市     | 国道28号                | 兵庫-31 |                                                  |
| 山田錦発祥のまち・多可 （やまだにしきはっしょうのまちたか）                | 多可郡多可町   | 国道427号               | 兵庫-32 |                                                  |
| 神戸フルーツ・フラワーパーク 大沢 （こうべフルーツフラワーパークおおぞう） | 神戸市北区     | 県道73号 山田三田線     | 兵庫-33 |                                                  |
| 山陰海岸ジオパーク浜坂の郷 （さんいんかいがんジオパークはまさかのさと）    | 美方郡新温泉町 | 県道47号 浜坂井土線     | 兵庫-34 |                                                  |
| 銀の馬車道・神河 （ぎんのばしゃみちかみかわ）                              | 神崎郡神河町   | 国道312号               | 兵庫-35 |                                                  |
| よかわ                                                                     | 三木市         | 市道 総合福祉センター線 | 兵庫-36 |                                                  |

## 奈良県
| 駅名 （ふりがな）                                     | 所在地         | 設置路線名                | No.     | 備考                               |
| ----------------------------------------------------- | -------------- | ------------------------- | ------- | ---------------------------------- |
| 吉野路 大塔 （よしのじおおとう）                      | 五條市         | 国道168号                 | 奈良-01 |                                    |
| 吉野路 上北山 （よしのじかみきたやま）                | 吉野郡上北山村 | 国道169号                 | 奈良-02 |                                    |
| 杉の湯 川上 （すぎのゆかわかみ）                      | 吉野郡川上村   | 国道169号                 | 奈良-03 |                                    |
| 吉野路 黒滝 （よしのじくろたき）                      | 吉野郡黒滝村   | 国道309号                 | 奈良-04 |                                    |
| ふたかみパーク當麻 （ふたかみパークたいま）           | 葛城市         | 国道165号大和高田バイパス | 奈良-05 |                                    |
| 宇陀路 大宇陀 （うだじおおうだ）                      | 宇陀市         | 国道166号 国道370号       | 奈良-06 |                                    |
| 十津川郷 （とつかわごう）                             | 吉野郡十津川村 | 国道168号                 | 奈良-07 |                                    |
| 宇陀路 室生 （うだじむろう）                          | 宇陀市         | 国道165号                 | 奈良-08 |                                    |
| 針T・R・S （はりテラス）                              | 奈良市         | 国道25号                  | 奈良-09 | 名阪国道針ICと一体型 PFI事業で運営 |
| 大和路へぐり （やまとじへぐり）                       | 生駒郡平群町   | 国道168号平群バイパス     | 奈良-10 |                                    |
| 吉野路 大淀iセンター （よしのじおおよどアイセンター） | 吉野郡大淀町   | 国道169号                 | 奈良-11 |                                    |
| 伊勢本街道 御杖 （いせほんかいどうみつえ）            | 宇陀郡御杖村   | 国道368号 国道369号       | 奈良-12 |                                    |
| かつらぎ                                              | 葛城市         | 国道166号                 | 奈良-13 |                                    |
| レスティ 唐古・鍵 （レスティからこかぎ）              | 磯城郡田原本町 | 国道24号                  | 奈良-14 |                                    |
| 飛鳥 （あすか）                                       | 高市郡明日香村 | 国道169号                 | 奈良-15 |                                    |
| なら歴史芸術文化村 （なられきしげいじゅつぶんかむら） | 天理市         | 国道25号                  | 奈良-16 |                                    |
| クロスウェイなかまち                                  | 奈良市         | 県道7号 枚方大和郡山線    | 奈良-17 | 中町IC付近                         |
| きなりの郷 下北山 （きなりのさとしもきたやま）        | 吉野郡下北山村 | 国道169号                 | 奈良-18 | 2026年（令和8年）度オープン予定    |

## 和歌山県
| 駅名 （ふりがな）                                                         | 所在地             | 設置路線名                                 | No.       | 備考                                                      |
| ------------------------------------------------------------------------- | ------------------ | ------------------------------------------ | --------- | --------------------------------------------------------- |
| しみず                                                                    | 有田郡有田川町     | 国道480号                                  | 和歌山-01 |                                                           |
| San Pin 中津 （さんぴんなかつ）                                           | 日高郡日高川町     | 県道26号 御坊美山線                        | 和歌山-02 |                                                           |
| ふるさとセンター大塔 （ふるさとセンターおおとう）                         | 田辺市             | 国道311号                                  | 和歌山-03 |                                                           |
| 龍神 （りゅうじん）                                                       | 田辺市             | 国道371号                                  | 和歌山-04 |                                                           |
| イノブータンランド・すさみ                                                | 西牟婁郡すさみ町   | 国道42号                                   | 和歌山-05 |                                                           |
| 志原海岸 （しはらかいがん）                                               | 西牟婁郡白浜町     | 国道42号                                   | 和歌山-06 |                                                           |
| 熊野古道中辺路 （くまのこどうなかへち）                                   | 田辺市             | 国道311号                                  | 和歌山-07 |                                                           |
| しらまの里 （しらまのさと）                                               | 有田郡有田川町     | 国道424号                                  | 和歌山-08 |                                                           |
| みなべうめ振興館 （みなべうめしんこうかん）                               | 日高郡みなべ町     | 国道424号                                  | 和歌山-09 |                                                           |
| 紀州備長炭記念公園 （きしゅうびんちょうたんきねんこうえん）               | 田辺市             | 県道29号 田辺龍神線                        | 和歌山-10 |                                                           |
| 瀞峡街道 熊野川 （どろきょうかいどうくまのがわ）                          | 新宮市             | 国道168号                                  | 和歌山-11 | 台風被災により一部休業中 （2011年（平成23年）9月4日以降） |
| 紀の川万葉の里 （きのかわまんようのさと）                                 | 伊都郡かつらぎ町   | 国道24号                                   | 和歌山-12 |                                                           |
| 奥熊野古道ほんぐう （おくくまのこどうほんぐう）                           | 田辺市             | 国道168号                                  | 和歌山-13 |                                                           |
| おくとろ                                                                  | 東牟婁郡北山村     | 国道169号                                  | 和歌山-14 |                                                           |
| 水の郷日高川 龍游 （みずのさとひだかがわりゅうゆう）                      | 田辺市             | 国道424号                                  | 和歌山-15 |                                                           |
| 明恵ふるさと館 （みょうえふるさとかん）                                   | 有田郡有田川町     | 国道480号                                  | 和歌山-16 |                                                           |
| 根来さくらの里 （ねごろさくらのさと）                                     | 岩出市             | 県道63号 泉佐野岩出線                      | 和歌山-17 |                                                           |
| あらぎの里 （あらぎのさと）                                               | 有田郡有田川町     | 国道480号                                  | 和歌山-18 |                                                           |
| 一枚岩 （いちまいいわ）                                                   | 東牟婁郡古座川町   | 国道371号                                  | 和歌山-19 |                                                           |
| 白崎海洋公園 （しらさきかいようこうえん）                                 | 日高郡由良町       | 県道24号 御坊由良線                        | 和歌山-20 | 白崎海洋公園に併設                                        |
| 椿はなの湯 （つばきはなのゆ）                                             | 西牟婁郡白浜町     | 国道42号                                   | 和歌山-21 |                                                           |
| なち                                                                      | 東牟婁郡那智勝浦町 | 国道42号                                   | 和歌山-22 |                                                           |
| 瀧之拝太郎 （たきのはいたろう）                                           | 東牟婁郡古座川町   | 県道43号 那智勝浦古座川線                  | 和歌山-23 |                                                           |
| 田辺市龍神ごまさんスカイタワー （たなべしりゅうじんごまさんスカイタワー） | 田辺市             | 国道371号高野龍神スカイライン              | 和歌山-24 |                                                           |
| くしもと橋杭岩 （くしもとはしぐいいわ）                                   | 東牟婁郡串本町     | 国道42号                                   | 和歌山-25 |                                                           |
| 柿の郷くどやま （かきのさとくどやま）                                     | 伊都郡九度山町     | 県道4号 高野口野上線                       | 和歌山-26 |                                                           |
| 虫喰岩 （むしくいいわ）                                                   | 東牟婁郡古座川町   | 県道227号 田原古座線                       | 和歌山-27 |                                                           |
| くちくまの                                                                | 西牟婁郡上富田町   | 近畿自動車道紀勢線                         | 和歌山-28 |                                                           |
| すさみ                                                                    | 西牟婁郡すさみ町   | 国道42号                                   | 和歌山-29 |                                                           |
| かつらぎ西 （かつらぎにし）                                               | 伊都郡かつらぎ町   | 国道24号京奈和自動車道                     | 和歌山-30 | 京奈和自動車道かつらぎ西IC/PAに併設                       |
| たいじ                                                                    | 東牟婁郡太地町     | 国道42号                                   | 和歌山-31 |                                                           |
| 青洲の里 （せいしゅうのさと）                                             | 紀の川市           | 県道127号 中尾名手市場線 市道 西野山平山線 | 和歌山-32 | 青洲の里に併設                                            |
| くしがきの里 （くしがきのさと）                                           | 伊都郡かつらぎ町   | 国道480号                                  | 和歌山-33 |                                                           |
| ねごろ歴史の丘 （ねごろれきしのおか）                                     | 岩出市             | 県道63号 泉佐野岩出線 市道 根来3号線       | 和歌山-34 |                                                           |
| 四季の郷公園 （しきのさとこうえん）                                       | 和歌山市           | 市道 東山東118号線                         | 和歌山-35 |                                                           |
| 海南サクアス （かいなんサクアス）                                         | 海南市             | 国道42号                                   | 和歌山-36 |                                                           |

## 登録抹消された道の駅
| 駅名 （ふりがな）              | 所在地             | 設置路線名             | No. | 備考                              |
| ------------------------------ | ------------------ | ---------------------- | --- | --------------------------------- |
| 茶処 和束 （ちゃどころわづか） | 京都府相楽郡和束町 | 京都府道5号 木津信楽線 |     | 2004年（平成16年）3月31日登録抹消 |
| 山崎 （やまさき）              | 兵庫県宍粟市       | 国道29号               |     | 2013年（平成25年）3月31日登録抹消 |